# Clotets de Venus
Els clotets de Venus o sotets de Venus (o de l'esquena) són denominacions populars d'unes lleugeres depressions lumbars anomenades en llatí fossae lumbares laterales (fosses lumbars laterals) a les quals algunes persones atorguen valor estètic o eròtic; prenen el nom de la deessa Venus.
La depressió es contrasta amb els relleus dels músculs espinodorsals i els grans músculs del gluti col·locats respectivament a la mitjana i a la part inferior-lateral respecte dels clotets.
Aquests clotets delimiten la zona de l'esquena anomenada rombe de Michaelis (punt que els obstetres fan servir per a mesurar la pelvis de les gestants).

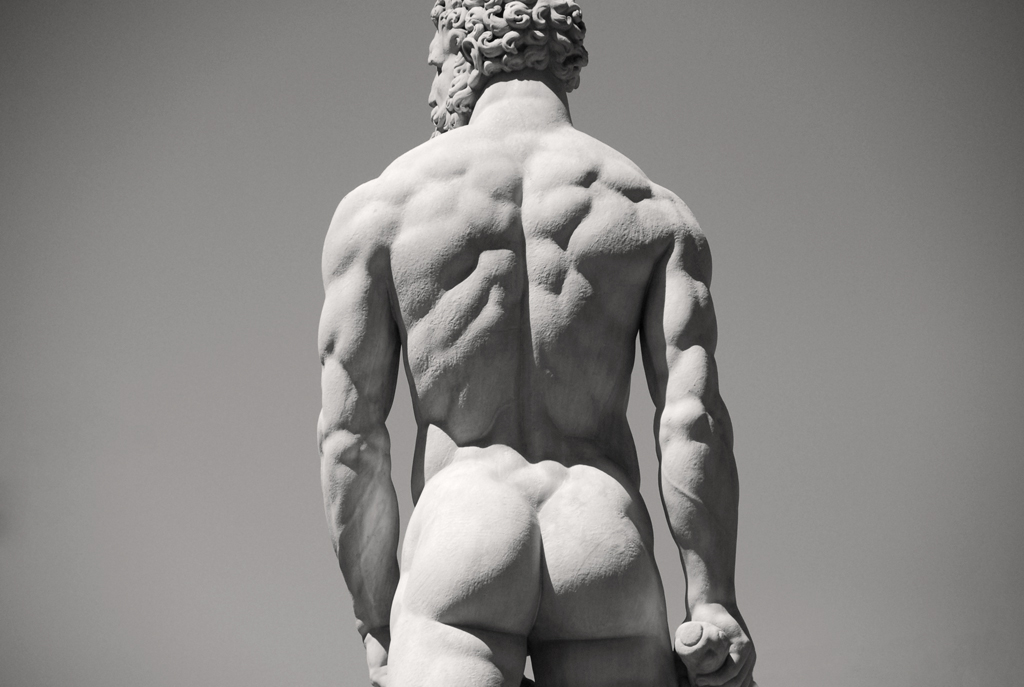
En aquesta estàtua realitzada per Baccio Bandinelli, les característiques musculars i anatòmiques de la qual són exagerades, es veuen clarament els clotets de Venus. Estàtua d'Hèrcules i Cacus, Florència.
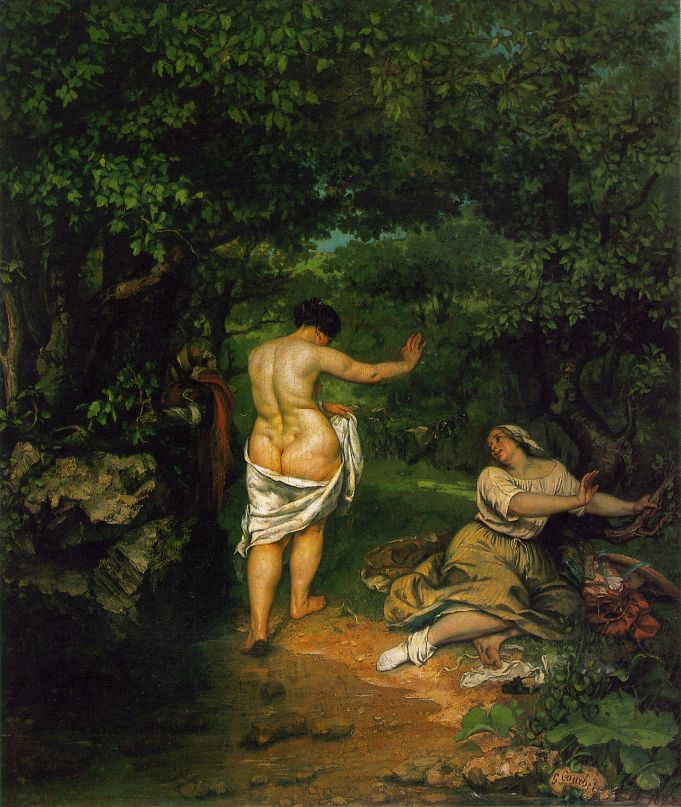
Els sotets de Venus exemplificats en un quadre de Gustave Courbet. Les banyistes, 1853